# 新川雅啓
新川 雅啓（あらかわ まさひろ）は、日本の音楽家。

## 来歴
1983年、城間正男・俊雄兄弟（ex.紫）らを中心に結成されたバンド・ISLANDにキーボード担当で翌1984年に加入。バンドの代表的楽曲「STAY WITH ME」を作曲。1988年4月に始まったニッポン放送・松任谷由実のオールナイトニッポンのEDテーマに楽曲「STAY WITH ME」が使われ、1989年4月8日に東芝EMIから8センチCDで発売される。加入から10年後の1994年にISLANDを脱退、新たに自身でPerfect Worldを結成、キーボード・ボーカルを担当するが1997年に活動休止。2000年にOrang Loveに加入。2005年にB-TRIPPERSで活動。その後はキーボーディストとして、沖縄民謡からポップス、ロックまで、様々な沖縄アーティストのサポートを手がける。